# Akademische Grade in Tschechien und der Slowakei
Infolge des bis Ende 1992 existierenden gemeinsamen Staates sind die akademischen Grade im tschechischen und slowakischen Hochschulsystem nahezu identisch. In den aktuellen Hochschulgesetzen beider Länder werden sie in Übereinstimmung mit der dreistufigen Bologna-Klassifikation (Bachelor • Master • Doktor) definiert.

## Akademische Grade

### Akademische Grade der 1. Bologna-Stufe (Bachelor-Ebene)
Nach einem drei- bis vierjährigen Bachelorstudium wird der akademische Grad Bakkalaureus verliehen.
- Bc. – Bakkalaureus (cs: bakalář, sk: bakalár, la: baccalaureus)
- BcA. – Bakkalaureus der Kunst (cs: bakalář umění, la: baccalaureus artis), in Tschechien

### Akademische Grade der 2. Bologna-Stufe (Master-Ebene)

#### Magister-, Ingenieur- und Berufsdoktorgrade
Aufbauend auf den Bakkalaureus kann man das Studium in einem ein- bis dreijährigen weiterführenden (konsekutiven) Masterstudiengang fortsetzen. Die Gesamtstudiendauer (Bachelor plus Master) beträgt mindestens fünf und maximal sechs Jahre. In einigen wenigen Studienrichtungen (z. B. Medizin) existieren nur grundständige fünf- bis sechsjährige Masterstudiengänge.
Nach einem erfolgreichen Masterstudium im Bereich der Geistes-, Sozial-, Rechts- und Naturwissenschaften sowie der Künste erlangt man den akademischen Grad Magister.
- Mgr. – Magister (cs: magistr, sk: magister, la: magister)
- MgA. – Magister der Kunst (cs: magistr umění, la: magister artis), in Tschechien
- Mgr. art. – Magister der Kunst (sk: magister umenia, la: magister artis), in der Slowakei
- Mgr. arch. – Magister der Architektur (sk: magister architektúry), in der Slowakei

In technischen Masterstudiengängen und – anders als allgemein international üblich – auch in Masterstudien der Wirtschafts-, Agrar-, Forst- und Militärwissenschaften wird der akademische Grad Ingenieur verliehen. Dieser Grad entspricht daher nicht nur dem deutschen Diplom-Ingenieur, sondern je nach Studienrichtung auch anderen Diplomgraden deutscher Universitäten (Diplom-Kaufmann, Diplom-Volkswirt, Diplom-Agraringenieur u. a.) bzw. Mastergraden (M.A., M.Sc., M.Eng.).
- Ing. – Ingenieur (cs: inženýr, sk: inžinier)
- Ing. arch. – Ingenieur Architekt (cs: inženýr architekt, sk: inžinier architekt), in Architektur und Urbanistik

Absolventen medizinischer Masterstudienrichtungen werden ohne zusätzliche Promotionsleistung die sogenannten Berufsdoktorgrade zuerkannt.
- MUDr. – Doktor der Medizin (cs: doktor medicíny, sk: doktor všeobecného lekárstva, la: medicinae universae doctor), in der Humanmedizin, vormals auch in der Zahnmedizin
- MDDr. – Doktor der Zahnmedizin (cs: doktor zubní medicíny, sk: doktor zubného lekárstva, la: medicinae dentalis doctor)
- MVDr. – Doktor der Veterinärmedizin (cs: doktor veterinární medicíny, sk: doktor veterinárneho lekárstva, la: medicinae veterinarinae doctor)

#### Kleine Doktorgrade
Nach einem erfolgreichen Abschluss einiger Magisterstudiengänge in Geistes-, Sozial-, Rechts- und Naturwissenschaften besteht die Möglichkeit, in einem Rigorosum den sogenannten kleinen Doktorgrad zu erlangen.
Die kleinen Doktorgrade wurden ursprünglich zwischen 1966 und 1990 verliehen. In dieser Zeit wurde zur Erlangung dieser Grade von den Universitäten das erfolgreiche Bestehen einer mündlichen sogenannten rigorosen Prüfung in einem bis zwei Fächern verlangt. In den letzten zehn Jahren (1980–1990) wurde denjenigen Absolventen, die ihr Studium mit Auszeichnung beendet haben, dieser kleine Doktorgrad sogar unmittelbar zusammen mit ihrem Hochschuldiplom ohne die sonst obligatorische rigorose Prüfung zuerkannt. 1990 wurde die Vergabe dieser Grade noch in der damaligen Tschechoslowakei eingestellt.
Nur wenige Jahre später (1996 in der Slowakei und 1998 in Tschechien) haben die Nachfolgestaaten die kleinen Doktorgrade wieder eingeführt. Seitdem ist Bestandteil dieses Rigorosums, außer der mündlichen Prüfung, auch die Verteidigung einer rigorosen Arbeit. Vielfach wird jedoch die vorangegangene Magisterarbeit als rigorose Arbeit anerkannt oder sie muss lediglich erweitert werden. Das Rigorosum dauert somit derzeit etwa ein bis zwei Semester.
Die kleinen Doktorgrade werden nicht der dritten Stufe der Bologna-Klassifikation (Doktor-Ebene) durch die Hochschulgesetze beider Länder zugeordnet. Der Erwerb dieser Grade steht nicht im Zusammenhang mit eigenständiger wissenschaftlicher Forschung. Er ist einem deutschen oder österreichischen Doktorgrad nicht gleichwertig.
Derzeit werden folgende kleine Doktorgrade verliehen:
- JUDr. – Doktor der Rechte (cs, sk: doktor práv, la: juris utriusque doctor)
- PaedDr. – Doktor der Pädagogik (cs, sk: doktor pedagogiky, la: paedagogiae doctor), in der Slowakei, vormals auch in Tschechien
- PharmDr. – Doktor der Pharmazie (cs: doktor farmacie, sk: doktor farmácie, la: pharmaciae doctor)
- PhDr. – Doktor der Philosophie (cs, sk: doktor filozofie, la: philosophiae doctor), in Geistes- und Sozialwissenschaften, in Tschechien jüngst auch in Bildungs- und Erziehungswissenschaften
- RNDr. – Doktor der Naturwissenschaften (cs: doktor přírodních věd, sk: doktor prírodných vied, la: rerum naturalium doctor)
- ThDr. – Doktor der Theologie (cs: doktor teologie, sk: doktor teológie, la: theologiae doctor)
- ThLic. – Lizentiat der Theologie (cs: licenciát teologie, sk: licenciát teológie, la: theologiae licentiatus), in der katholischen Theologie

Früher wurden auch andere kleine Doktorgrade vergeben, die noch geführt werden dürfen:
- ICDr. – Doktor des kanonischen Rechts (cs: doktor kanonického práva, sk: doktor kánonického práva la: iuris canonici doctor), im Bereich der Kirchen
- RSDr. – Doktor der Sozial- und Politikwissenschaften (cs: doktor sociálně-politických věd, sk: doktor solciálno-politických vied, la: rerum socialium doctor), im Bereich der kommunistischen Ideologie

#### Angelsächsische Mastergrade
In Tschechien und der Slowakei werden zunehmend, insbesondere in den Bereichen Management, Business, Finance und Law, an einigen öffentlichen und staatlich anerkannten, privaten Universitäten studiengebührenpflichtige weiterbildende Masterprogramme angeboten. Dort werden meist in Zusammenarbeit mit einer renommierten ausländischen Universität einige angelsächsische akademische Grade vergeben.
- MBA – Master of Business Administration
- LL.M. – Master of Laws (la: legum magister)
- LL.B. – Bachelor of Laws (la: legum baccalaureus)
- LL.D. – Doctor of Laws (la: legum doctor)

### Akademische Grade der 3. Bologna-Stufe (Doktor-Ebene)

#### Wissenschaftliche Forschungsdoktorgrade
Nach einem mindestens drei- und längstens sechsjährigen Promotionsstudium, auch Doktorandenstudium genannt, werden die wissenschaftlichen Forschungsdoktorgrade verliehen. Das Studium beinhaltet neben der Anfertigung einer Dissertation auch regelmäßige Lehrveranstaltungen und Examina sowie das Erfüllen einer Reihe weiterer Studienauflagen wie z. B. das Publizieren in wissenschaftlichen Periodika bzw. Monographien, aktive Teilnahmen an internationalen wissenschaftlichen Konferenzen mit eigenen Beiträgen, Studienaufenthalt im Ausland u. a. und endet mit dem Ablegen eines staatlichen Doktorexamens und der Verteidigung der Dissertation in Form von Disputation. Diese Grade sind mit dem deutschen Doktorgrad äquivalent.
- Ph.D. – Doktor (cs: doktor, la: philosophiae doctor), in Tschechien, in sämtlichen Studienrichtungen außer Theologie
- PhD. – Doktor (sk: doktor, la: philosophiae doctor), in der Slowakei, in sämtlichen Studienrichtungen außer Kunst
- ArtD. – Doktor der Kunst (sk: doktor umenia, la: artis doctor), in der Slowakei
- Th.D. – Doktor der Theologie (cs: doktor teologie, la: theologiae doctor), in Tschechien

In den Jahren 1990 bis 1996 in der Slowakei bzw. bis 1998 in Tschechien wurden diese Doktorgrade zuerst in der Abkürzung Dr. vergeben. Folglich wurde die offizielle Kurzform Dr. per Gesetz durch die neuen Abkürzungen abgelöst. Alle Inhaber des wissenschaftlichen Forschungsdoktorgrades, denen er als Dr. verliehen wurde, können sich auf Antrag eine neue Urkunde mit der neuen Abkürzung ausstellen lassen.
- Dr. – Doktor (cs, sk: doktor)

Das frühere Äquivalent, der Grad des Kandidaten der Wissenschaften, wurde bis 1990 vergeben. Der Grad darf jedoch weiterhin geführt werden. Eine Umwandlung in die neue Abkürzung Ph.D. bzw. PhD. (wie bei Dr.) ist für diesen Grad nicht vorgesehen.
- CSc. – Kandidat der Wissenschaften (cs: kandidát věd, sk: kandidát vied, la: candidatus scientiarum)

#### Doktor der Wissenschaften
Die höchste Doktorwürde stellt in beiden Ländern der relativ rare Doktor der Wissenschaften dar. Er wird in der Slowakei bis heute in unveränderter Form verliehen, während er in Tschechien bereits 1998 abgeschafft wurde. Seit 2002 wird er jedoch von der tschechischen Akademie der Wissenschaften in einer veränderten Abkürzung erneut vergeben. Den Doktor der Wissenschaften können nur Inhaber eines der wissenschaftlichen Forschungsdoktorgrade in einem besonderen Promotionsverfahren erlangen.
- DrSc. – Doktor der Wissenschaften (cs: doktor věd, sk: doktor vied, la: doctor scientiarum), in der Slowakei, vormals auch in Tschechien
- DSc. – Doktor der Wissenschaften (cs: doktor věd, la: doctor scientiarum), in Tschechien

## Pädagogische Grade von Hochschullehrern
Nach erfolgreicher Habilitation erlangt man eine Lehrbefugnis für Hochschulen und den Grad eines Dozenten. Dieser Grad entspricht dem deutschen Privatdozenten.
- doc. – Dozent (cs, sk: docent)

Nach einer mehrjährigen erfolgreichen Tätigkeit als Hochschulpädagoge und Wissenschaftler kann einem Dozenten auf Vorschlag des zuständigen wissenschaftlichen Gremiums der Universität durch den jeweiligen Staatspräsidenten die Professur mit dem Grad eines Professors erteilt werden. Die dortigen Professorengrade sind dem deutschen Professor gleichwertig.
- prof. – Professor (cs, sk: profesor)

Hochschullehrer ohne einen wissenschaftlichen Forschungsdoktorgrad werden meist als Assistenten bezeichnet. Promovierte Lehrer, die aber (noch) nicht habilitiert wurden, werden in der Regel Fachassistenten genannt.

## Ehrendoktorwürde
In beiden Ländern besitzen Universitäten, neben dem Recht akademische Grade zu verleihen, auch die Befugnis Ehrendoktorwürden zu vergeben. Sie werden vornehmlich an bedeutende Persönlichkeiten für deren herausragende wissenschaftliche Verdienste oder außergewöhnliche gesellschaftliche Engagements verliehen.
- Dr. h. c. – Ehrendoktor (cs: čestný doktor, la: doctor honoris causa), in Tschechien
- Dr. iur. h.c. – Ehrendoktor der Rechtswissenschaften (cs: čestný doctor práv , la: doctor iuris honoris causa), in Tschechien
- Dr. h. c. – Ehrendoktor (sk: čestný doktor, la: doctor honoris causa), in der Slowakei

## Nichtakademische Grade
In Tschechien wird an sogenannten höheren Fachschulen der nichtakademische Grad Diplomierter Spezialist vergeben. Dieser Grad ist in etwa mit den deutschen nichtakademischen Graden von Berufsakademien vergleichbar.
- DiS. – Diplomierter Spezialist (cs: diplomovaný specialista)

## Führung tschechischer und slowakischer Grade

### In Tschechien und der Slowakei
Anders als z. B. in Deutschland oder im angelsächsischen Raum wird in beiden Ländern traditionell auf das Führen aller akademischen und auch nichtakademischen Grade ein sehr großer Wert gelegt. Nicht selten werden dort mehrere Grade gleichzeitig geführt. Alle akademischen Grade werden auf Wunsch in amtliche Ausweise und Urkunden eingetragen.
Es gilt die Regel, dass die akademischen Grade der Bachelor- und Masterebene (Bakkalaureus, Magister, Ingenieur, Berufsdoktorgrade, kleine Doktorgrade) sowie die pädagogischen Grade (Dozent, Professor) vor dem Namen geführt werden. Alle anderen Grade, einschließlich etwaiger angelsächsischer akademischer Grade, werden hingegen hinter dem Namen durch Komma getrennt geführt.
Für das Führen mancher Grade gilt außerdem, dass ein höherer Grad den niedrigeren Grad ersetzt:
- der Magister sowie der Ingenieur den Bakkalaureus
- der kleine Doktorgrad den Magister
- der Doktor der Wissenschaften den Grad des Kandidaten der Wissenschaften
- der Professor den Grad des Dozenten

Einen Inhaber mehrerer akademischer Grade spricht man nur mit einem und zwar dem ranghöchsten Grad an. Die Grade DiS (Diplomierter Spezialist) und CSc. (Kandidat der Wissenschaften) werden bei einer Anrede nie angewandt. Bei der Ansprache mit akademischem Grad ist es zudem üblich, den Namen der angesprochenen Person wegzulassen (Herr Doktor – pane doktore (cs), pán doktor (sk) anstatt Herr Doktor Mustermann).
Innerhalb eines nicht amtlichen Fließtextes ist es zulässig, akademische Grade unabgekürzt zu schreiben oder die inoffiziellen kleingeschriebenen Kurzbezeichnungen dr. (für sämtliche Doktorgrade), ing. oder inž., mgr. und bc. zu verwenden. Hier handelt es sich im engeren Sinne nicht um Abkürzungen akademischer Grade, sondern um abgekürzte Wörter. Außerdem ist es in solchen Fällen gängig, nur den ranghöchsten Grad zu erwähnen.

### In Deutschland, Österreich und der Schweiz
In Deutschland dürfen die akademischen Grade der ersten und zweiten Bologna-Stufe (Bakkalaureus, Magister, Ingenieur, Berufsdoktorgrade, kleine Doktorgrade) ausschließlich in der verliehenen Originalform ohne Herkunftszusatz vor dem Namen geführt werden. Im Unterschied dazu können alle Varianten der tschechischen und slowakischen Grade der dritten Stufe der Bologna-Klassifikation (Ph.D., PhD., Th.D., ArtD., CSc., DrSc., DSc.) entweder in ihrer verliehenen Originalform hinter dem Namen und ohne Herkunftsangabe oder in der in Deutschland üblichen Abkürzung Dr. ohne fachlichen Zusatz und ohne Herkunftsbezeichnung vor dem Namen geführt werden. Das Führen der Berufsdoktorgrade und der kleinen Doktorgrade in der Abkürzung Dr. ist nicht möglich. Einzig in den Bundesländern Bayern und Berlin ist das Führen der zu einem bestimmten Stichtag bereits erlangten kleinen Doktorgrade wegen Bestandsschutz als Dr. erlaubt.
In Österreich und der Schweiz ist das Führen sämtlicher Grade aus Tschechien und der Slowakei nur in der ursprünglich verliehenen Form und je nach Grad vor oder hinter dem Namen gestattet. Auch hier dürfen sie jedoch ohne Herkunftszusatz geführt werden.

## Geschichte der tschechischen und slowakischen akademischen Grade
Die tschechischen und slowakischen akademischen Grade blicken auf eine lange und wechselvolle Geschichte zurück.

### Vom Mittelalter bis zur ersten Tschechoslowakischen Republik
Seit dem Mittelalter wurden auf dem Gebiet der beiden heutigen Länder die Grade Bakkalaureus, Magister und Doktor verliehen. Die ersten beiden Grade wurden an sogenannten vorbereitenden Fakultäten der freien Künste (la: facultas artium) vergeben. Den Doktor konnte man hingegen erst an einer der drei höheren Fakultäten für Theologie, Recht oder Medizin (la: facultas theologiae, facultas iurisprudentiae, facultas medicinae) erlangen.
Bereits 1850 wurden durch das damals zuständige Ministerium alle Bakkalaureus- und Magistergrade abgeschafft und durch eine neue Promotionsordnung vier wissenschaftliche Forschungsdoktorgrade mit den Abkürzungen PhDr., JUDr., MUDr., ThDr. eingeführt. Später kamen dazu noch MVDr., RTDr. (Doktor der technischen Wissenschaften) und PhMr. (Magister der Pharmazie) als einziger Magistergrad.
Nach dem Zerfall Österreich-Ungarns 1918 wurden diese Grade durch die erste Tschechoslowakische Republik in unveränderter Form übernommen. In dieser Zeit entstanden noch zwei weitere Doktorgrade RNDr. und RCDr. (Doktor der Handelswissenschaften).
Alle diese Doktorgrade galten als wissenschaftliche Forschungsdoktorgrade und durften zu jeder Zeit neben den o.a. fachbezogenen Abkürzungen auch als Dr. geführt werden.

### Während des kommunistischen Regimes
Nach der Machtergreifung durch die Kommunisten kam es auch in puncto akademische Grade zu radikalen Veränderungen. Bereits 1950 wurde die Verleihung sämtlicher bisherigen Grade eingestellt. Allen Hochschulabsolventen wurden lediglich sogenannte Berufsbezeichnungen ohne eine Abkürzungsform zuerkannt. Gleichzeitig wurde nach sowjetischem Vorbild die zweistufige Aspirantur mit den Graden CSc. und DrSc. eingeführt.
Erst 1966 knüpfte man an die lange Tradition der akademischen Grade erneut an. Es wurden die Ingenieurgrade Ing. und Ing. arch., die Berufsdoktorgrade MUDr. und MVDr. sowie die sogenannten kleinen Doktorgrade ICDr., JUDr., PhDr., RNDr. und RSDr. eingeführt, später 1980 kamen dazu noch PaedDr. und PharmDr. Diese kleinen Doktorgrade werden zwar genauso wie die wissenschaftlichen Doktorgrade aus der Zeit vor 1950 abgekürzt, sie sind mit denen aber inhaltlich nicht vergleichbar (siehe Kapitel: Kleine Doktorgrade).

### Seit dem Ostblockzusammenbruch
Nach der Samtenen Revolution baute man das gesamte System der akademischen Grade wieder einmal um. Es wurden 1990  die Grade Bc., Mgr. und Dr. eingeführt und gleichzeitig die kleinen Doktorgrade und der CSc. abgeschafft. Lediglich die Grade Ing., MUDr., MVDr. und DrSc. wurden beibehalten.
Die letzten gesetzlichen Änderungen kamen dann in den Nachfolgestaaten zustande. Bereits 1996 kehrten in der Slowakei die kleinen Doktorgrade JUDr., PaedDr., PharmDr., PhDr., RNDr., ThDr. und ThLic. wieder zurück, der Dr. wurde in PhD. bzw. ArtD. umgewandelt und darüber hinaus wurden neue Grade wie Mgr. art., Ing. arch. und MDDr. erschaffen. Zwei Jahre später 1998 folgte diesem Schritt auch Tschechien, das bis auf den PaedDr. die gleichen kleinen Doktorgrade wie die Slowakei wieder einführte. Analog wurde auch der Dr. durch Ph.D. bzw. Th.D. ersetzt und weitere Grade BcA., MgA., Ing. arch. und MDDr. neu aufgenommen. Außerdem hat man dort den DrSc. abgeschafft, der allerdings bereits 2002 als DSc. wieder eingeführt wurde.